# Rhaebo
Rhaebo é um gênero de anfíbios da família Bufonidae. Pode ser encontrado do leste de Honduras ao norte e oeste da Colômbia, noroeste do Equador e noroeste da Venezuela; nas Guianas; e na planície amazônica da Venezuela, Colômbia, Equador, Peru, Bolívia e Brasil. Em 2015, uma análise filogenética utilizando DNA mitocondrial e nuclear demonstrou o gênero Andinophryne era parafilético com relação ao Rhaebo. A afinidade entre os dois gêneros foi confirmada pela revisão das características morfológicas e Andilophryne foi considerado sinônimo de Rhaebo.
As seguintes espécies são reconhecidas:
- Rhaebo andinophrynoides Mueses-Cisneros, 2009
- Rhaebo atelopoides (Lynch and Ruiz-Carranza, 1981)
- Rhaebo blombergi (Myers & Funkhouser, 1951)
- Rhaebo caeruleostictus (Günther, 1859)
- Rhaebo colomai (Hoogmoed, 1985)
- Rhaebo ecuadorensis Mueses-Cisneros, Cisneros-Heredia & McDiarmid, 2012
- Rhaebo glaberrimus (Günther, 1869)
- Rhaebo guttatus (Schneider, 1799)
- Rhaebo haematiticus Cope, 1862
- Rhaebo hypomelas(Boulenger, 1913)
- Rhaebo lynchi Mueses-Cisneros, 2007
- Rhaebo nasicus (Werner, 1903)
- Rhaebo olallai (Hoogmoed, 1985)